# Charles Koechlin
Charles Louis Eugène Koechlin (výslovnost [ʃaʁl lwi øʒɛn keklɛ̃]; 27. listopadu 1867 Paříž – 31. prosince 1950 Rayol-Canadel-sur-Mer) byl francouzský hudební skladatel a hudební pedagog.

## Život
Pocházel z intelektuální rodiny původem z Mylhúz. Hudbě se věnoval zprvu amatérsky, a teprve když musel následkem tuberkulózy ukončit studium pařížské techniky, stal se studentem hudební kompozice.
Koechlin byl v hudebním životě Francie dlouho v pozici outsidera. Nepřináležel k žádné skladatelské skupině, stylově měl nejblíže neoklasicismu, ale spíše ve smyslu hudby Alberta Roussela než Pařížské šestky. Nestal se skladatelem z povolání, celoživotně se živil výukou hudby. Mezi jeho žáky patřil například George Enescu. Přesto jej například ještě v roce 1926 Pařížská konzervatoř odmítla přijmout jako řádného profesora kontrapunktu. Od třicátých let se Koechlin angažoval v International Society for Contemporary Music.
Koechlinova povaha v sobě absorbovala zdánlivě neslučitelné podněty od anarchistického požadavku návratu k přírodě inspirovaného Thoreauem, přes fascinaci světem filmových hvězd (kterým věnoval jednu ze svých symfonií a řadu menších skladeb), výdobytky nejmodernější techniky (patřil k průkopníkům Martenotových vln) a na druhé straně třeba oblibu kultury středověku. Politicky byl Koechlin radikálním levičákem, názorově blízkým komunistické straně, jejímž členem se však nikdy nestal.

## Styl skladeb
Koechlin se jako skladatel vyvíjel od eklekticismu k Massenetově kompoziční škole přes osobité pojetí neoklasicismu až k výbojům odkazujícím na expresionismus. Jeho skladatelské dílo je značně rozsáhlé a dodnes nebylo vcelku provedeno a nahráno.
Typické pro Koechlina jsou kombinace orchestrální monodie s mnohohlasou polyfonní fakturou předznamenávající v některých momentech až mnohem pozdější experimenty Druhé hudební avantgardy 20. století. Koechlin byl schopný rozpohybovat obrovský orchestrální aparát a jeho partitury jsou proto náročné na provedení jak z hlediska virtuozity, tak z hlediska samotného obsazení. I to je důvod, proč se s nimi lze na koncertních pódiích v Česku setkat naprosto výjimečně.
V komorní tvorbě je Koechlin dnes znám především jako autor sonát pro dechové nástroje a klavír, případně autor pozoruhodných klavírních cyklů (například L’Ancienne Maison de campagne op.124 (1923–33)), představujících esenci francouzského neoklasicismu. V těchto skladbách je pro Koechlina typické vršit nad sebe v harmonii kvart-kvintové souzvuky až do pléna zasahujícího mnohdy celý rozsah nástroje.
Koechlin používal pro své rozsáhlejší cykly polyžánrovou formu podobnou středověkým hudebním kodexům (například L’Album de Lilian (II) pro flétnu, klavír, cembalo a Martenotovy vlny op.149 (1935)). V ní povyšuje formu sbírky do autonomní sevřené formy, ve které střídá různá charakter a obsazení jednotlivých skladeb v ní zařazených.

## Dílo
Jádrem Koechlinova díla je řada skladeb na Kiplingovu Knihu džunglí, kterou tvořil v dlouhých intervalech po celý svůj život. Forma těchto skladeb je většinou symfonická, její rané projevy jsou ale například ve formě cyklu písní pro zpěv a orchestr. Pozdní Knihy džunglí (například La Course de printemps op.95 (1908–25)) jsou vrcholnými Koechlinovými kompozicemi vůbec a představují velmi osobitý, byť dodnes málo známý vklad do hudby období moderny.

### Symfonie
- Symfonie A-dur (1893–1908, nedokončena)
- Symfonie č.1 op. 57bis (orchestrální verze smyčcového kvartetu č. 2, 1926)
- The Seven Stars Symphony op.132 (1933)
- Symphonie d’Hymnes (1936)
- Symfonie č. 2 op.196 (1943–44)

### Symfonické básně
- La Forêt, op.25 (1897–1906) a op.29 (1896–1907)
- Nuit de Walpurgis classique op.38 (1901–1916)
- Soleil et danses dans la forêt op.43, č. 1 (1908–11)
- Vers la plage lointaine, nocturne op.43, č. 2 (1908–1916)
- Le Printemps op.47, č. 1 (1908–11)
- L'Hiver op.47, č. 2 (1916)
- Nuit de Juin op.48, č. 1 (1916)
- Midi en Août op.48, č. 2 (1916)
- La Course de printemps op.95 (1908–25, Cyklus Kniha džunglí)
- Vers la Voûte étoilée op.129 (1923–33)
- La Méditation de Purun Bhaghat op.159 (1936, Cyklus Kniha džunglí)
- La Cité nouvelle, rêve d’avenir op.170 (1938; podle H. G. Wellse)
- La Loi de la Jungle op.175 (1939–40, Cyklus Kniha džunglí)
- Les Bandar-log op.176 (1939–40, Cyklus Kniha džunglí)
- Le Buisson ardent op.203 (1945) a op. 171 (1938)
- Le Docteur Fabricius op.202 (1946)

### Další orchestrální skladby
- En rêve op.20, č. 1 (1896–1900)
- Au loin op.20, č. 2 (1896–1900)
- L’Automne, symfonická suita, op.30 (1896–1906)
- Études Antiques op.46 (1908–10)
- Suite légendaire op.54 (1901–15)
- 5 Chorals dans les modes du moyen-age op.117 bis (1932)
- Fugue Symphonique ‘Saint-Georges’ op.121 (1932)
- L’Andalouse dans Barcelone op.134 (1933)
- Quelques chorals pour des fêtes populaires op.153 (pro dechový orchestr, 1935–36)
- Les Eaux vives op.160 (hudba pro Paris Exposition Universelle 1937, 1936)
- Victoire de la vie op.167 (1938 hudba k filmu Henri Cartier-Bressona)
- Offrande musicale sur le nom de BACH op.187 (1942–46)
- Partita pro komorní orchestr op.205
- Introduction et 4 Interludes de style atonal-sériel op.214 (1947–48)

### Nástrojové koncerty
- 3 chorály pro varhany a orchestr op.49 (1909–16)
- Ballade pro klavír a orchestr op.50 (1911–19) (také pro klavír sólo)
- Poème pro lesní roh a orchestr op.70 bis (1927 instrumentace Sonáty pro lesní roh)
- 2 sonáty pro klarinet a komorní orchestr op. 85 a op. 86 bis (1946 instrumentace sonát pro klarinet a klavír)
- 20 Chansons bretonnes pro violoncello a orchestr op.115 (1931–32) (instrumentace 20 Chansons bretonnes pro violoncello a klavír)
- Silhouettes de Comédie pro fagot a orchestr op.193
- 2 sonatin pro oboe d’amore a komorní orchestr op. 194 (1942–43)

### Komorní hudba
- Trois Pièces pro fagot a klavír, op.34
- Smyčcový kvartet č. 1 op.51 (1911–13)
- Sonáta pro flétnu a klavír op. 52 (1913)
- Sonáta pro violu a klavír op. 53
- Suite en quatuor pro flétnu, housle, violu a klavír op. 55 (1911–1916)
- Smyčcový kvartet č. 2 op. 57 (1911–15)
- Sonáta pro hoboj a klavír op. 58 (1911–16)
- 5 sonatin pro klavír op.59 (1915–16)
- 4 Sonatines Françaises pro 2 klavíry op.60 (1919)
- Paysages et Marines pro komorní soubor op. 63 (1915–16)
- Sonáta pro housle a klavír op. 64 (1915–16)
- Les Heures persanes, 16 skladeb pro klavír op.65 (1913–19)
- Sonáta pro violoncello a klavír op. 66 (1917)
- Sonáta pro lesní roh a klavír op. 70 (1918–25)
- Sonáta pro fagot a klavír op. 71 (1918–1919)
- Smyčcový kvartet č. 3 op. 72 (1917–21)
- Sonáta pro 2 flétny op. 75 (1920)
- 12 Pastorales pro klavír op. 77 (1916–20)
- Klavírní kvintet op. 80
- Sonata č. 1 pro klarinet a klavír op. 85 (1923)
- Sonata č. 2 pro klarinet a klavír op. 86 (1923)
- 4 Nouvelles Sonatines françaises pro klavír op. 87 (1923–24)
- Trio pro flétnu, klarinet a fagot (nebo housle, violu a violoncello, 1927)
- 20 Chansons bretonnes pro violoncello a klavír op. 115 (1931–32)
- L’Ancienne Maison de campagne pro klavír op. 124 (1923–33)
- L’Album de Lilian I. pro soprán, flétnu, klarinet a klavír op. 139 (1934)
- L’Album de Lilian II. pro flétnu, klavír, harpsichord a Martenotovy vlny op. 149 (1935)
- Kvintet č. 1 pro flétnu, harfu a smyčcové trio Primavera op. 156 (1936)
- 14 Pièces pro flétnu a klavír op. 157b (1936)
- Danses pour Ginger Rogers pro klavír op. 163 (1937)
- Épitaphe de Jean Harlow pro flétnu, altsaxofon a klavír op. 164 (1937)
- Septet pro dechové nástroje op. 165 (1937)
- Vers le soleil – 7 monodií pro Martenotovy vlny op. 174 (1939)
- 14 Pièces pro klarinet a klavír op. 178 (1942)
- 14 Pièces pro hoboj a klavír op. 179 (1942)
- 15 Pièces pro lesní roh (nebo saxofon) a klavír op. 180 (1942)
- 'Suita pro anglický roh op. 185 (1942)
- 15 etud pro saxofon a klavír op. 188 (1942–44)
- Les Chants de Nectaire, 96 skladeb pro sólovou flétnu, op. 198–200 (1944)
- 15 Préludes pro klavír op. 209 (1946)
- 12 Menodies pro různé nástroje op. 213 (1947)
- Le Repos de Tityre pro oboe d’amore sólo op.216
- Morceau de lecture pour la flûte op. 218 (1948)
- Sonate à sept pro flétnu, hoboj harfu a smyčcový kvartet op. 221
- Kvintet č. 2 pro flétnu, harfu a smyčcové trio Primavera II op. 223 (1949)
- Stèle funéraire pro flétnu, alrovou flétnu a pikolu op. 224 (1950)

### Sbory
- L’Abbaye, duchovní suita pro sóla, sbor a orchestr op. 16 a op. 42 (1908)
- 3 Poèmes pro sóla, sbor a orchestr op.18 (Jungle Book Cycle)
- Chant funèbre à la mémoire des jeunes femmes défuntes pro sbor a orchestr op. 37 (1902–08)
- Chant pour Thaelmann pro sbor a klavír nebo dechový soubor op. 138 (1934)
- Requiem des pauvres bougres pro sbor, orchestr, klavír, varhany a Martenotovy vlny op. 161 (1936–37)

### Písně
- Rondels I. op.1 (1890–95)
- 4 Poèmes d’Edmond Haraucourt op. 7 (1890–97)
- Rondels II. op. 8 (1891–96)
- Poèmes d’automne op.13 (1894–99)
- Rondels III. op. 14 (1896–1901)
- 3 Mélodies op. 17 (1895–1900)
- 2 Poèmes d’André Chénier op. 23 (1900–02)
- 6 Mélodies sur des poésies d’Albert Samain op. 31 (1902-6)
- 5 Chansons de Bilitis op. 39 (1898–1908)
- 5 Mélodies sur des poèmes de ‘Shéhérazade’ de Tristan Klingsor I. op. 56 (1914–16)
- 8 Mélodies sur des poèmes de ‘Shéhérazade’ de Tristan Klingsor II. op. 84 (1922–3)
- 7 Chansons pour Gladys op. 151 (1935)